# PIKES EHC Oberthurgau 1965
I PIKES EHC Oberthurgau 1965 sono una squadra di hockey su ghiaccio con sede a Romanshorn, nel Canton Turgovia, in Svizzera. Attualmente la compagine milita in Prima Lega.